# Eripus breedlovei
Eripus breedlovei is een keversoort uit de familie van de loopkevers (Carabidae). De wetenschappelijke naam van de soort is voor het eerst geldig gepubliceerd in 1989 door Straneo & Ball.